# Serinus nigriceps
Serinus nigriceps е вид птица от семейство Чинкови (Fringillidae).

## Разпространение
Видът е разпространен в Етиопия.